# Batrachorhina paragriseotincta
Batrachorhina paragriseotincta är en skalbaggsart som beskrevs av Stefan von Breuning 1980. Batrachorhina paragriseotincta ingår i släktet Batrachorhina och familjen långhorningar.
Artens utbredningsområde är Madagaskar. Inga underarter finns listade.